# Города Центрального федерального округа
По итогам Всероссийской переписи населения 2020—2021 годов в Центральном федеральном округе 303 города, из них
- 2 города-миллионера,
- 4 крупнейших (население от 500 тыс. до 1 млн жителей),
- 14 крупных (население от 250 тыс. до 500 тыс. жителей),
- 26 больших (население от 100 тыс. до 250 тыс. жителей),
- 31 средний (население от 50 тыс. до 100 тыс. жителей),
- 226 малых (население менее 50 тыс. жителей).

Ниже приведён список всех городов с указанием населения по данным переписи.

## Белгородская область
Крупные города
- Белгород 394 142

Большие города
- Старый Оскол 223 921

Средние города
- Губкин 86 229

Малые города
- Шебекино 40 870
- Алексеевка 37 811
- Валуйки 34 159
- Строитель 24 104
- Новый Оскол 18 478
- Бирюч 7 484
- Грайворон 6 496
- Короча 5 768

## Брянская область
Крупные города
- Брянск 402 675

Средние города
- Клинцы 62 992

Малые города
- Новозыбков 39 510
- Дятьково 26 161
- Унеча 22 820
- Стародуб 18 156
- Карачев 17 169
- Жуковка 16 448
- Почеп 16 389
- Сельцо 16 368
- Трубчевск 13 613
- Фокино 12 759
- Сураж 10 728
- Мглин 7 145
- Севск 6 563
- Злынка 5 340

## Владимирская область
Крупные города
- Владимир 356 937

Большие города
- Ковров 135 715
- Муром 106 984

Средние города
- Александров 57 899
- Гусь-Хрустальный 52 779

Малые города
- Кольчугино 41 953
- Вязники 34 521
- Киржач 26 703
- Радужный 18 342
- Юрьев-Польский 18 098
- Собинка 17 266
- Покров 16 755
- Карабаново 14 896
- Лакинск 14 088
- Меленки 13 474
- Струнино 12 881
- Гороховец 12 656
- Петушки 12 536
- Камешково 11 992
- Судогда 10 113
- Суздаль 9 606
- Костерёво 8 076
- Курлово 5 747

## Воронежская область
Города-миллионеры
- Воронеж 1 058 261

Средние города
- Россошь 62 625
- Борисоглебск 59 864
- Лиски 53 504

Малые города
- Острогожск 31 829
- Нововоронеж 31 540
- Семилуки 27 036
- Павловск 24 453
- Бутурлиновка 24 007
- Бобров 20 007
- Калач 18 221
- Поворино 16 702
- Богучар 11 048
- Эртиль 10 052
- Новохопёрск 5 855

## Ивановская область
Крупные города
- Иваново 404 598

Средние города
- Кинешма 80 950
- Шуя 57 039

Малые города
- Вичуга 33 292
- Фурманов 33 181
- Тейково 31 801
- Кохма 30 161
- Родники 23 924
- Приволжск 15 264
- Южа 12 229
- Заволжск 9 637
- Наволоки 9 096
- Комсомольск 8 023
- Юрьевец 7 945
- Пучеж 6 255
- Гаврилов Посад 5 560
- Плёс 1 732

## Калужская область
Крупные города
- Калуга 332 039

Большие города
- Обнинск 117 419

Малые города
- Людиново 37 252
- Киров 29 946
- Малоярославец 27 795
- Балабаново 25 574
- Козельск 16 427
- Сухиничи 14 779
- Кондрово 14 591
- Жуков 13 727
- Сосенский 10 419
- Боровск 10 337
- Кремёнки 10 278
- Белоусово 10 186
- Ермолино 10 120
- Таруса 9 181
- Медынь 8 239
- Юхнов 5 838
- Жиздра 5 399
- Спас-Деменск 4 283
- Мосальск 4 166
- Мещовск 3 780

## Костромская область
Крупные города
- Кострома 276 929

Малые города
- Шарья 23 544
- Буй 23 233
- Нерехта 20 929
- Галич 16 754
- Волгореченск 16 276
- Мантурово 14 988
- Нея 8 573
- Макарьев 6 390
- Солигалич 5 918
- Чухлома 4 936
- Кологрив 2 882

## Курская область
Крупные города
- Курск 452 976

Большие города
- Железногорск 100 446

Малые города
- Курчатов 38 125
- Льгов 18 145
- Рыльск 16 005
- Щигры 14 984
- Обоянь 13 242
- Дмитриев 6 266
- Фатеж 6 102
- Суджа 5 646

## Липецкая область
Крупнейшие города
- Липецк 508 573

Большие города
- Елец 102 313

Малые города
- Грязи 46 683
- Усмань 19 625
- Лебедянь 19 203
- Данков 18 711
- Чаплыгин 11 773
- Задонск 9 527

## Москва
Города-миллионеры
- Москва 13 100 000

## Московская область
Крупнейшие города
- Балашиха 507 366

Крупные города
- Подольск 308 130
- Химки 259 550

Большие города
- Мытищи 235 504
- Королёв 225 858
- Люберцы 205 295
- Красногорск 175 554
- Электросталь 156 026
- Коломна 140 129
- Домодедово 137 160
- Одинцово 135 506
- Серпухов 126 273
- Щёлково 126 109
- Раменское 121 908
- Орехово-Зуево 118 309
- Долгопрудный 116 038
- Реутов 108 054
- Пушкино 107 580
- Жуковский 107 560
- Ногинск 103 967
- Сергиев Посад 100 335

Средние города
- Воскресенск 92 911
- Лобня 90 231
- Ивантеевка 81 254
- Клин 79 715
- Видное 77 018
- Дубна 74 985
- Егорьевск 72 763
- Чехов 72 321
- Котельники 72 311
- Дмитров 68 792
- Ступино 65 908
- Наро-Фоминск 64 902
- Павловский Посад 63 568
- Фрязино 59 535
- Лыткарино 59 150
- Дзержинский 56 376
- Солнечногорск 50 169

Малые города
- Кашира 47 392
- Краснознаменск 43 191
- Протвино 35 367
- Истра 33 558
- Шатура 32 019
- Апрелевка 30 669
- Дедовск 30 500
- Луховицы 30 443
- Можайск 30 033
- Ликино-Дулёво 28 818
- Красноармейск 26 300
- Лосино-Петровский 25 404
- Озёры 24 653
- Старая Купавна 24 200
- Зарайск 22 772
- Электрогорск 22 653
- Бронницы 22 531
- Звенигород 22 317
- Хотьково 21 319
- Черноголовка 21 288
- Электроугли 21 263
- Пущино 20 696
- Куровское 20 598
- Кубинка 20 138
- Рошаль 20 022
- Волоколамск 18 372
- Голицыно 17 502
- Яхрома 14 056
- Пересвет 13 411
- Краснозаводск 12 800
- Руза 12 743
- Талдом 12 596
- Дрезна 11 313
- Высоковск 10 362
- Верея 5 088

## Орловская область
Крупные города
- Орёл 308 838

Малые города
- Ливны 47 165
- Мценск 36 627
- Болхов 10 884
- Дмитровск 4 967
- Малоархангельск 3 182
- Новосиль 3 109

## Рязанская область
Крупнейшие города
- Рязань 539 290

Малые города
- Касимов 29 240
- Скопин 25 748
- Сасово 23 786
- Ряжск 20 936
- Рыбное 20 677
- Новомичуринск 16 474
- Кораблино 11 073
- Михайлов 9 891
- Спасск-Рязанский 6 558
- Шацк 5 819
- Спас-Клепики 5 157

## Смоленская область
Крупные города
- Смоленск 312 896

Средние города
- Вязьма 52 347

Малые города
- Рославль 48 909
- Ярцево 42 677
- Сафоново 41 138
- Гагарин 28 866
- Десногорск 27 225
- Рудня 9 463
- Дорогобуж 9 357
- Ельня 8 743
- Сычёвка 8 339
- Починок 8 269
- Велиж 6 636
- Демидов 6 055
- Духовщина 3 909

## Тамбовская область
Крупные города
- Тамбов 292 140

Средние города
- Мичуринск 90 722

Малые города
- Рассказово 42 679
- Моршанск 37 955
- Котовск 28 955
- Уварово 23 135
- Кирсанов 16 092
- Жердевка 13 964

## Тверская область
Крупные города
- Тверь 425 072

Средние города
- Ржев 57 515

Малые города
- Вышний Волочёк 45 481
- Торжок 44 439
- Кимры 43 216
- Конаково 36 460
- Удомля 27 186
- Бологое 20 498
- Бежецк 20 418
- Нелидово 18 102
- Осташков 15 384
- Кашин 13 757
- Калязин 12 351
- Торопец 11 826
- Лихославль 11 408
- Кувшиново 8 857
- Западная Двина 7 783
- Старица 7 367
- Андреаполь 6 801
- Зубцов 6 155
- Весьегонск 6 016
- Красный Холм 4 983
- Белый 3 090

## Тульская область
Крупные города
- Тула 466 609

Большие города
- Новомосковск 119 697

Средние города
- Донской 62 621
- Алексин 57 516
- Щёкино 57 140

Малые города
- Узловая 49 655
- Ефремов 34 439
- Богородицк 30 433
- Киреевск 26 341
- Кимовск 25 563
- Суворов 17 173
- Плавск 15 711
- Ясногорск 15 410
- Венёв 13 883
- Белёв 12 597
- Болохово 8 828
- Липки 8 122
- Советск 7 337
- Чекалин 863

## Ярославская область
Крупнейшие города
- Ярославль 570 824

Большие города
- Рыбинск 184 635

Малые города
- Тутаев 39 837
- Переславль-Залесский 37 943
- Углич 31 758
- Ростов Великий 30 515
- Гаврилов-Ям 16 536
- Данилов 14 522
- Пошехонье 5 650
- Мышкин 5 488
- Любим 5 039